# Park Romualda Traugutta w Warszawie
Park im. Romualda Traugutta – park w śródmieściu Warszawy.

## Opis
Park został założony w latach 1925–1929 według projektu Leona Danilewicza i Stanisława Zadory-Życieńskiego. Powstał na terenie pofortecznym między Cytadelą a Nowym Miastem, na którym znajdowało się m.in. miejsce stracenia Romualda Traugutta. Nazwa parku została nadana uchwałą Rady Miejskiej z dnia 27 września 1926 roku. 
Pierwotnie zajmował on powierzchnię 22 ha. Składał się z trzech części: wschodniej o powierzchni 6,5 ha, urządzonej w 1925 roku i ograniczonej ulicami: Zakroczymską, Wenedów, Wybrzeżem Gdańskim i Sanguszki; środkowej o powierzchni 4,5 ha pomiędzy ulicami Zakroczymską i Międzyparkową, udostępnionej w 1926 roku, oraz części zachodniej o powierzchni 11 ha wokół fortu Traugutta, urządzonej w latach 1927–1929.
Po zmniejszeniu i wyodrębnieniu w latach 50. XX wieku jego zachodniej części (nadano jej imię Janusza Kusocińskiego), park ma powierzchnię 10,4 ha. W 2023 roku trzem alejom parkowym nadano imiona: Heleny Kirkorowej, Józefy Gudzińskiej i Marii Ilnickiej.

## Ważniejsze obiekty
- Fort Legionów
- Fort Traugutta
- Zdrój Stanisława Augusta Poniatowskiego
- krzyż i głaz pamiątkowy w miejscu stracenia Romualda Traugutta, Rafała Krajewskiego, Józefa Toczyskiego, Romana Żulińskiego i Jana Jeziorańskiego (odsłonięty 5 sierpnia 1916 roku)[6]
- rzeźba Macierzyństwo z 1903 roku dłuta Wacława Szymanowskiego, ustawiona w parku w 1929[7].
- rzeźba Samotność (Trzy cienie) Zofii Woźnej z 1965 roku, wykonana z trzech kolumn rozebranego pałacu Kronenberga[8]
- pomnik Nauczycieli
- Instalacja Rozdroże 2010 – cztery rzeźby Magdaleny Abakanowicz (przy ul. Sanguszki w pobliżu skrzyżowania z Wisłostradą)[9].

## Galeria

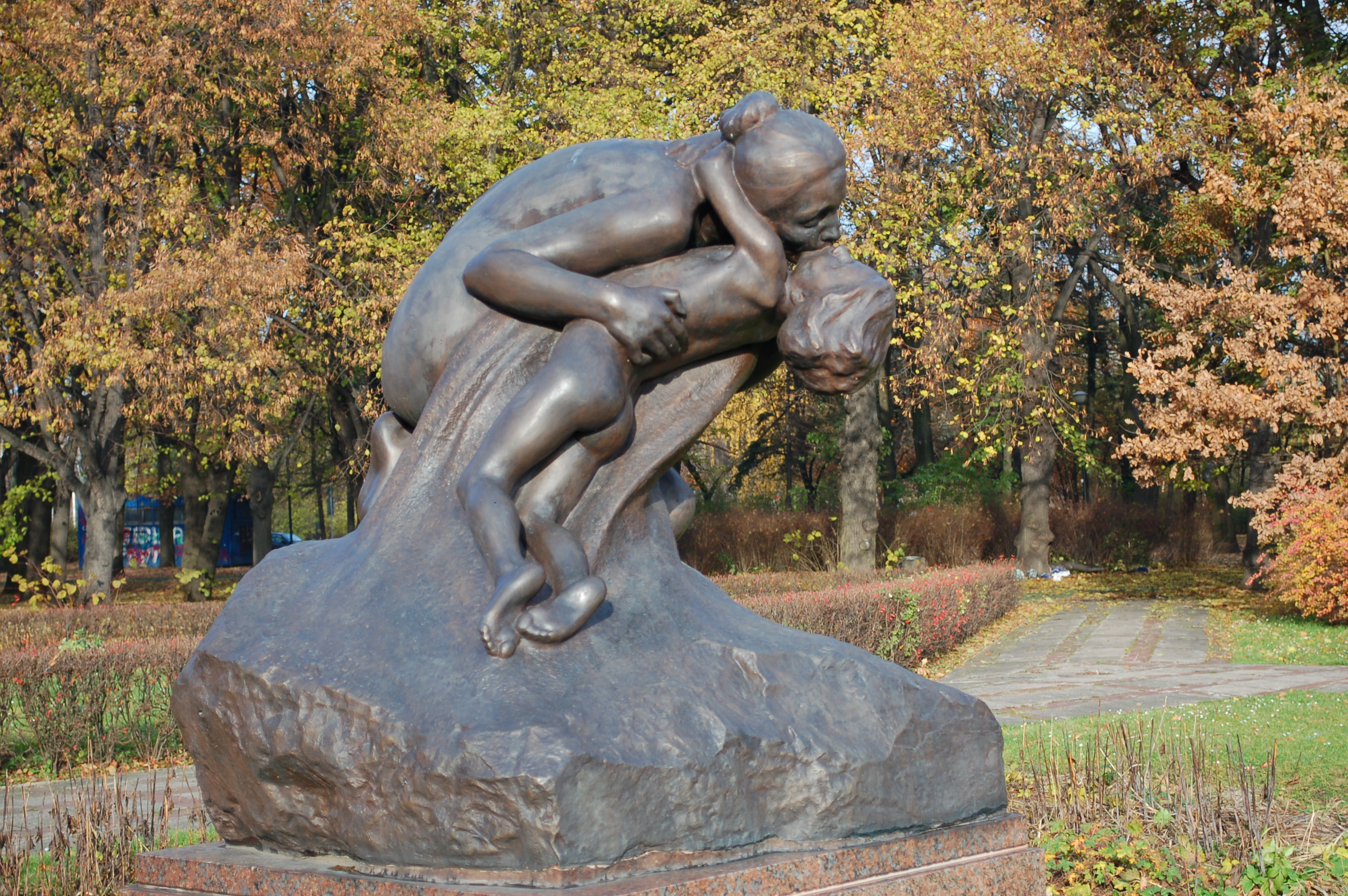
Rzeźba Macierzyństwo Wacława Szymanowskiego
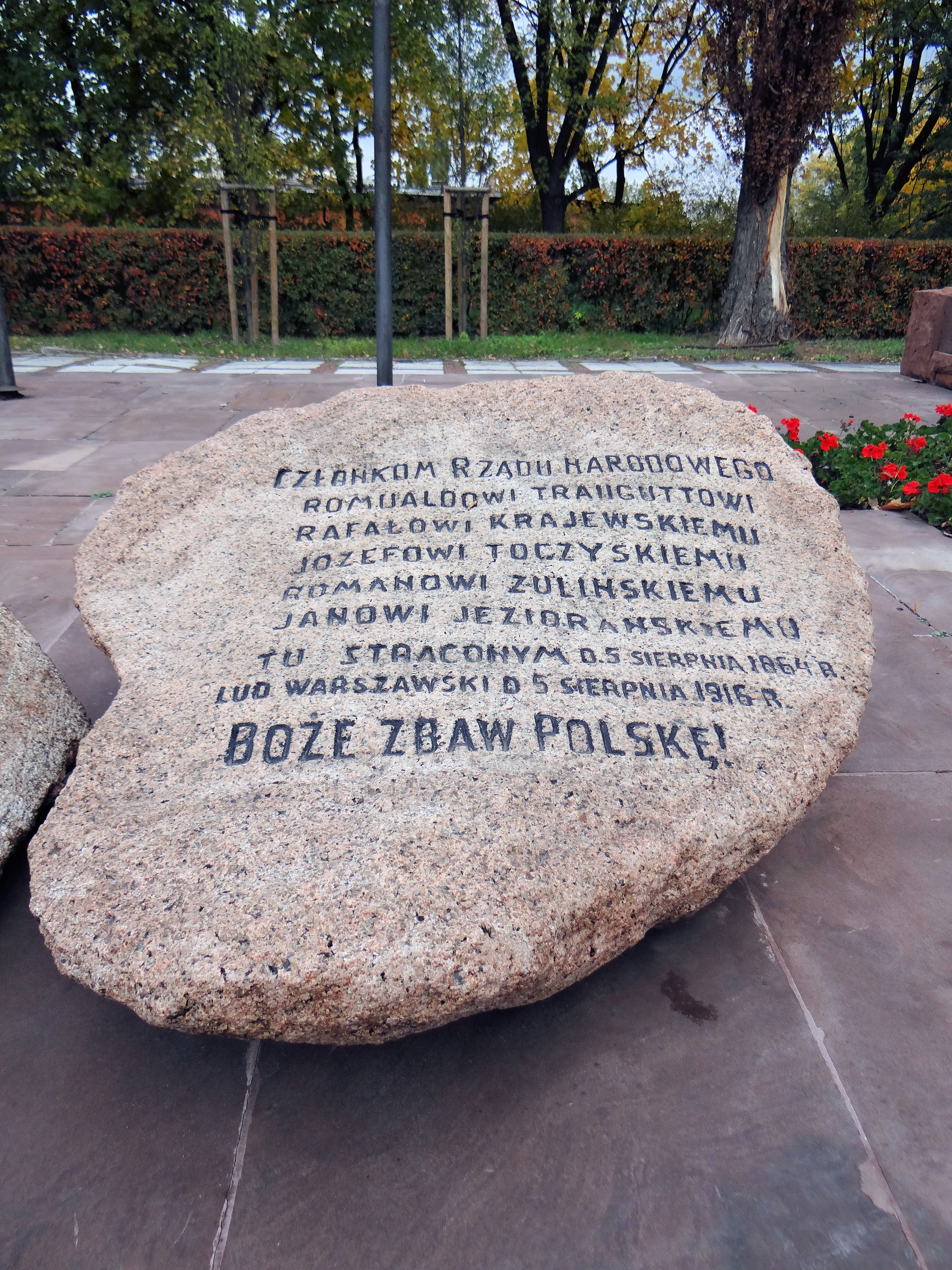
Kamień upamiętniający straconych członków Rządu Narodowego
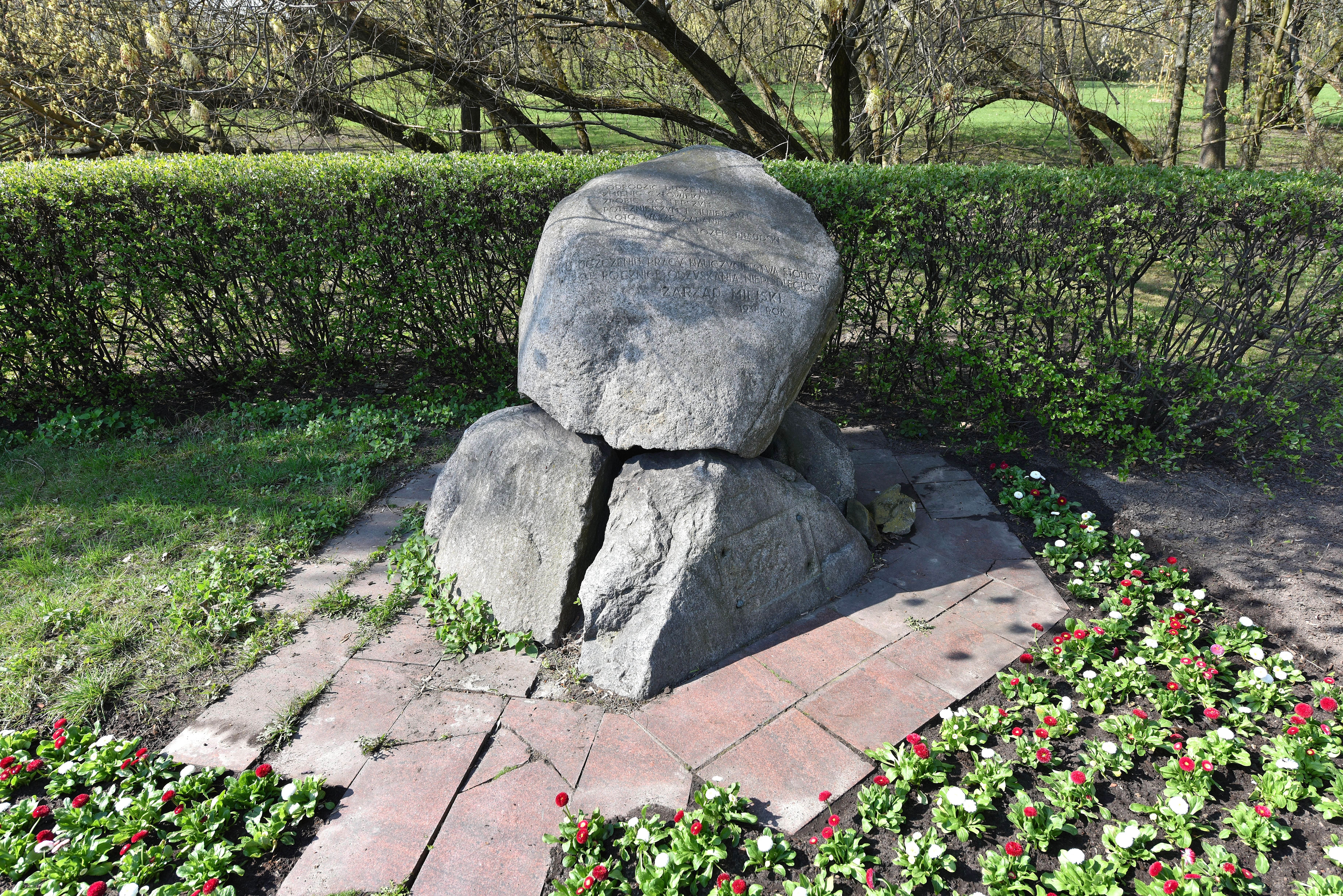
Pomnik Nauczycieli
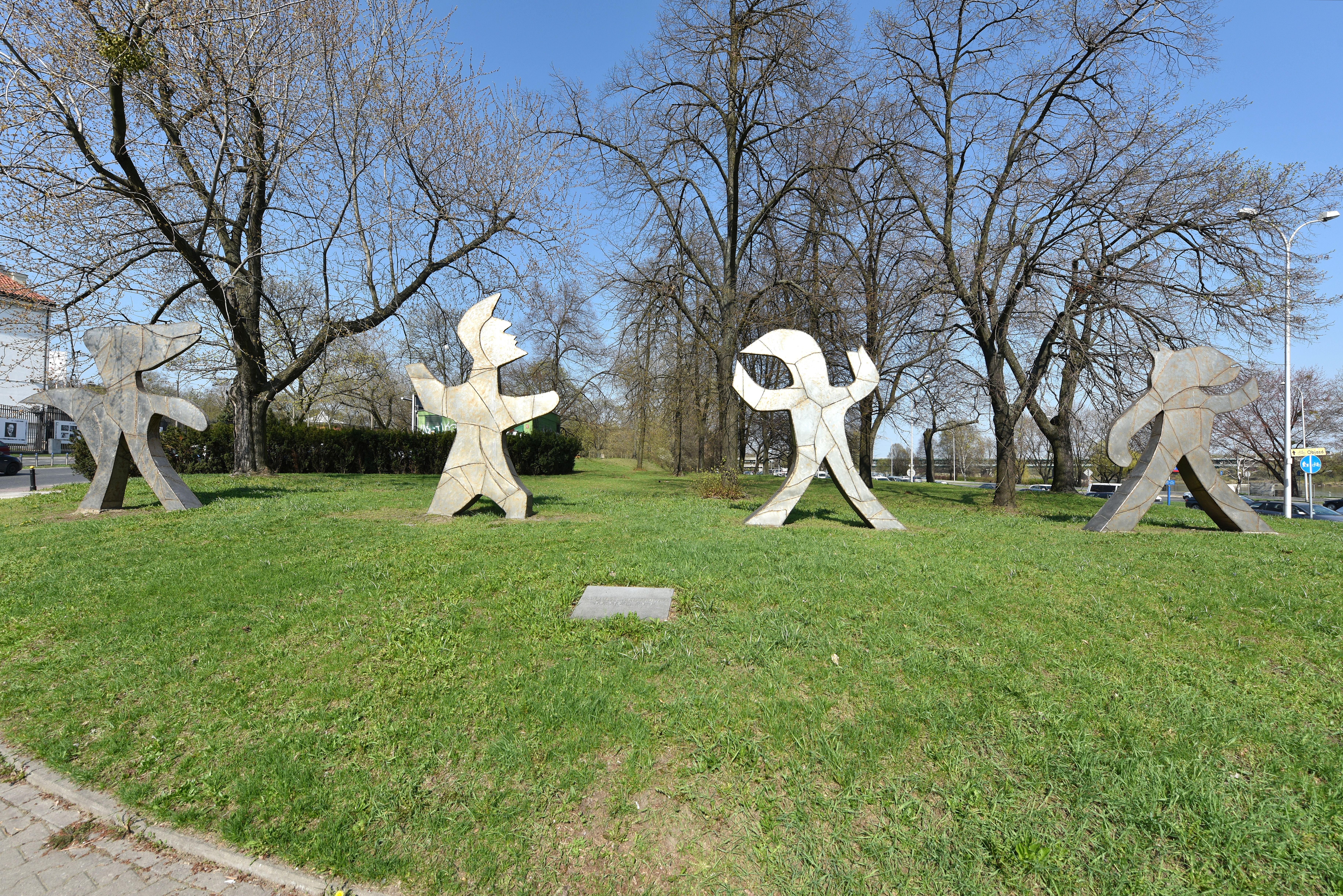
Instalacja Rozdroże 2010 Magdaleny Abakanowicz